# Покфулам

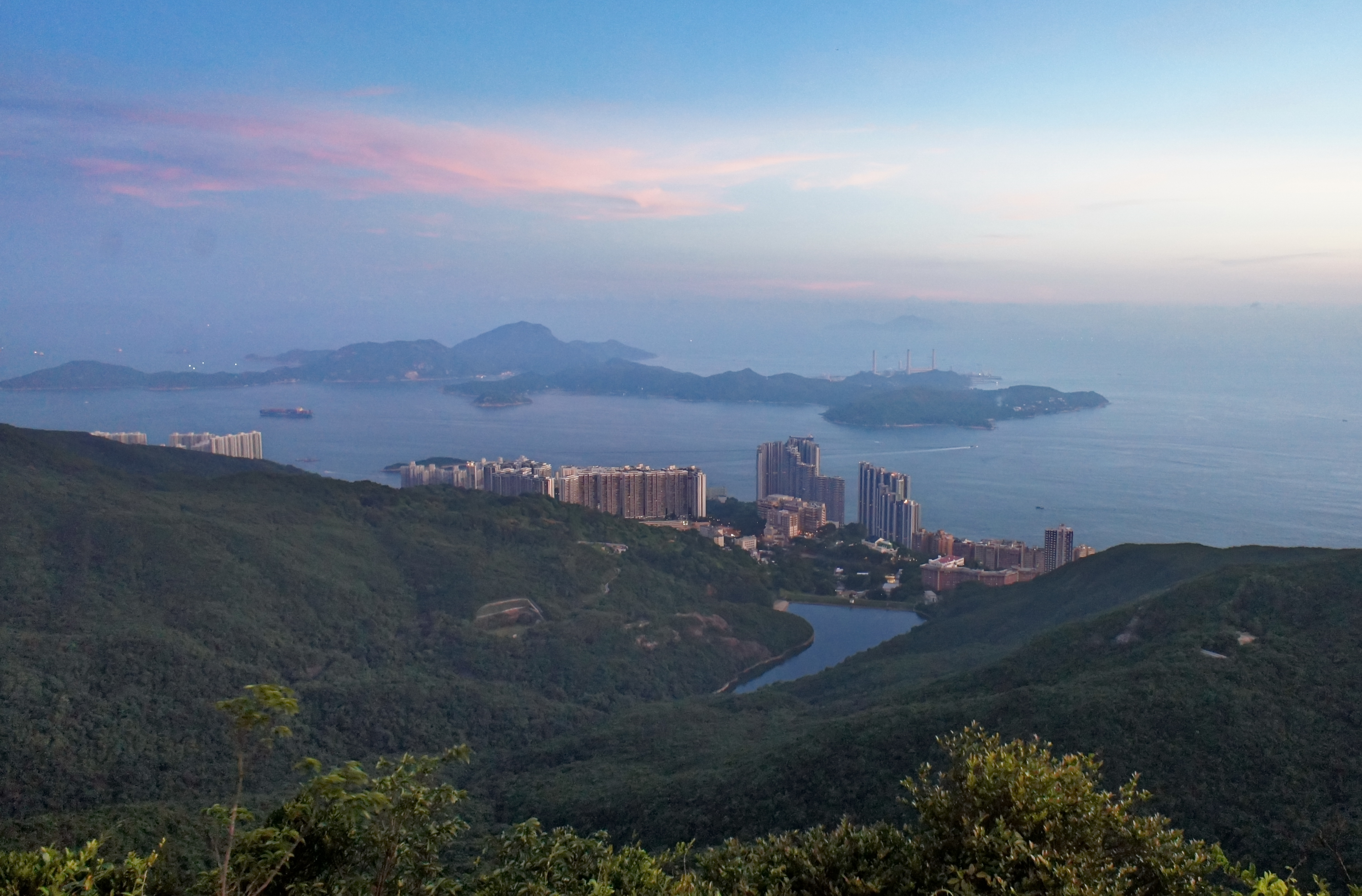
Покфулам

Покфулам? (иер. 薄扶林, ютпх. Bok6fu4lam4, кит.-рус. Бофулинь, англ. Pok Fu Lam) — гонконгский район, входящий в состав округа Южный. Расположен на западном побережье острова Гонконг. В переводе с китайского значит «тонкое лесное ограждение». По состоянию на 2007 год в районе Покфулам проживало почти 83 тыс. человек, в том числе в самом Pokfulam — 19 967, в Wah Kwai — 16 422, в Wah Fu I — 14 090, в Wah Fu II — 15 841, в Chi Fu — 16 151.

## История

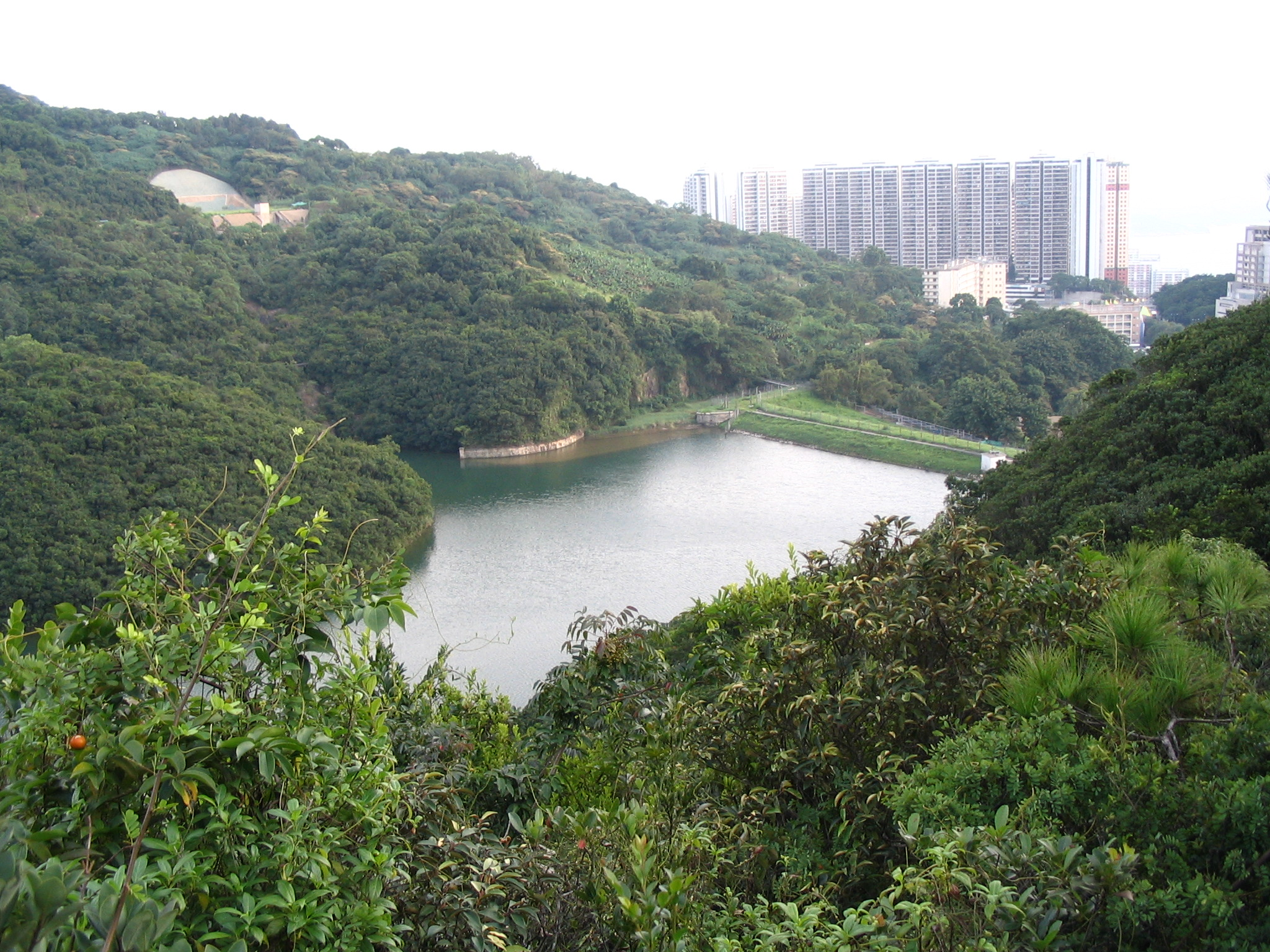
Водохранилище Покфулам

Ещё до британской колонизации местность, ныне носящая название Уотерфолл-бэй, использовалась местными рыбаками и британскими судами для пополнения запасов пресной воды (залив и водопад были описаны Джорджем Ансоном и Уильямом Амхерстом в их путевых заметках).
В 1863 году было создано первое в колонии водохранилище Покфулам, снабжавшее водой северное побережье острова (в 1877 году чуть выше старого была построена вторая очередь водохранилища). В 1875 году в Покфуламе открылся санаторий, построенный французскими миссионерами из Парижского общества заграничных миссий (сегодня его часовня тщательно отреставрирована). В 1885 году в районе была открыта первая в Гонконге молочная ферма, снабжавшая жителей молоком и мясом. В 1912 году в северной части Покфулама был официально открыт главный корпус Гонконгского университета.
В 1960-х годах на побережье заливов Келлетт и Уотерфолл началось строительство сначала жилого комплекса Wah Fu Estate, а в 1990-х годах — комплекса Wah Kwai Estate (часть территории жилых микрорайонов находится на месте бывшего китайского кладбища).

## География

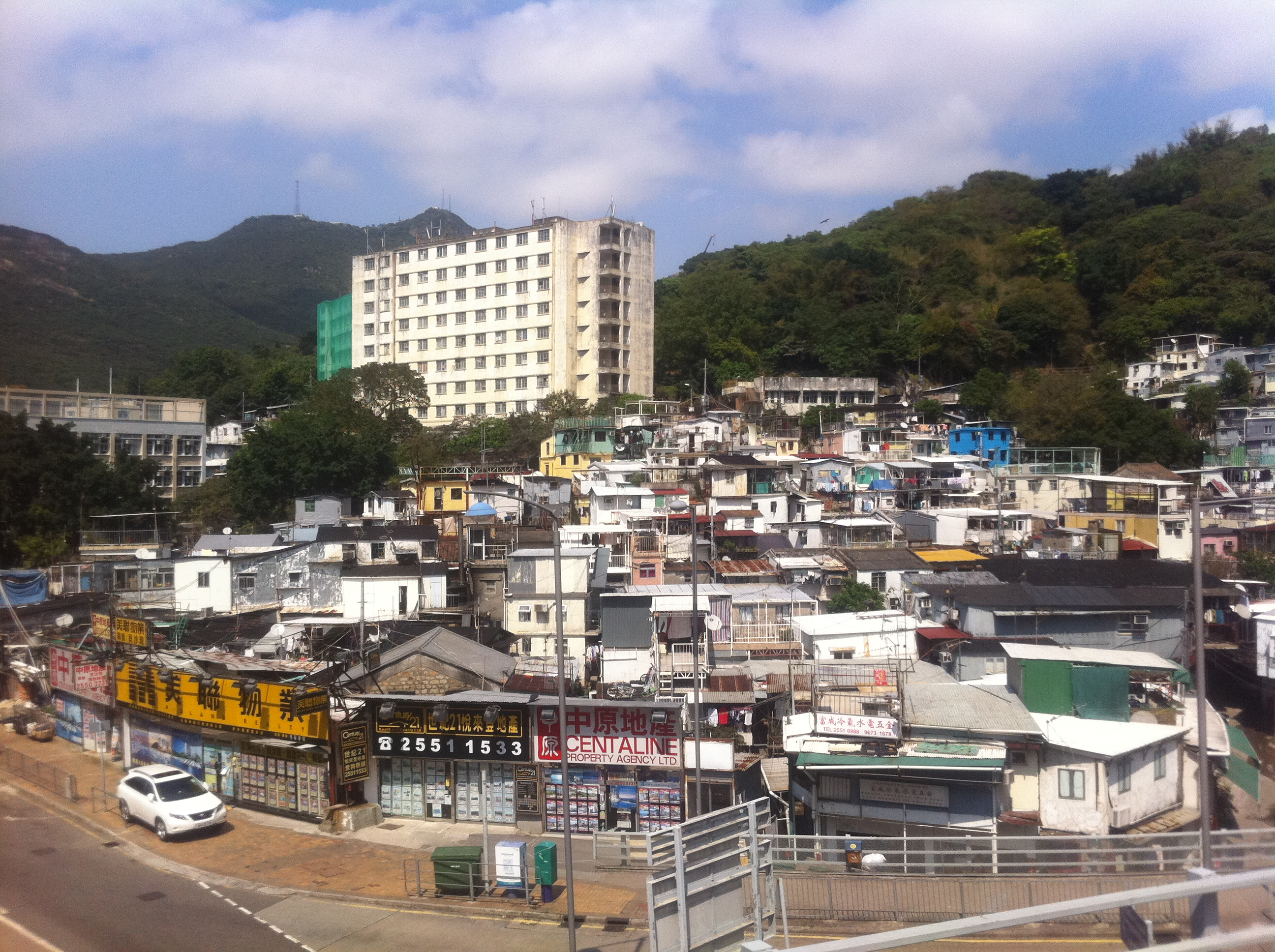
Деревня Покфулам

На севере Покфулам граничит с районами Сайвань и Мид-левелс, на востоке — с районом Пик, на юго-востоке — с районом Абердин, на западе и юго-западе — с районом Телеграф-Бей и водами Южно-Китайского моря (вдоль побережья расположены заливы Сэнди-бэй, Телеграф-бэй, Уотерфолл-бэй и Келлетт-бэй).
В районе Покфулам расположены парки Лунфушань-кантри и Покфулам-кантри (включая водохранилище Покфулам), парк Уотерфолл-бэй (согласно одной из легенд, именно здешний водопад дал название Гонконгу на кантонском — «ароматная гавань»), сад Сентенниал, игровая площадка Покфулам-роуд.
Южнее водохранилища раскинулась деревня Покфулам (薄扶林村), застроенная как трущобами, так и особняками среднего класса (в них проживает немало иностранцев, работающих в Гонконгском университете). Эта деревня существует на острове с начала XVII века и пережила несколько волн беженцев из Китая, оседавших здесь.

## Религия
В Покфуламе находятся англиканская церковь Эммануэль, церковь Лурдской Богоматери и китайское христианское кладбище. На Сэнди-бэй-роуд расположено построенное в 1899 году здание для временного хранения гробов китайцев, которые при жизни высказали пожелание быть захороненными в материковом Китае.

## Экономика
Крупнейшими работодателями района являются Гонконгский университет и больница Куин Мэри. Также в районе расположены большие жилые комплексы Chi Fu Fa Yuen (1979 год), Pokfulam Gardens, Baguio Villa (1979 год), Wah Fu Estate (1968—1979 год) и Wah Kwai Estate (1990—1991 год). Розничная торговля представлена торговыми центрами Wah Fu Shopping Centre, Wah Kwai Shopping Centre и сетью супермаркетов.

## Транспорт
Главной транспортной артерией района является улица Покфулам-роуд (другими важными улицами являются Виктория-роуд и Шэкпайвань-роуд). Через район пролегает сеть автобусных маршрутов (в том числе и микроавтобусов). Узловой станцией является автобусный терминал Вафу.

## Культура и образование

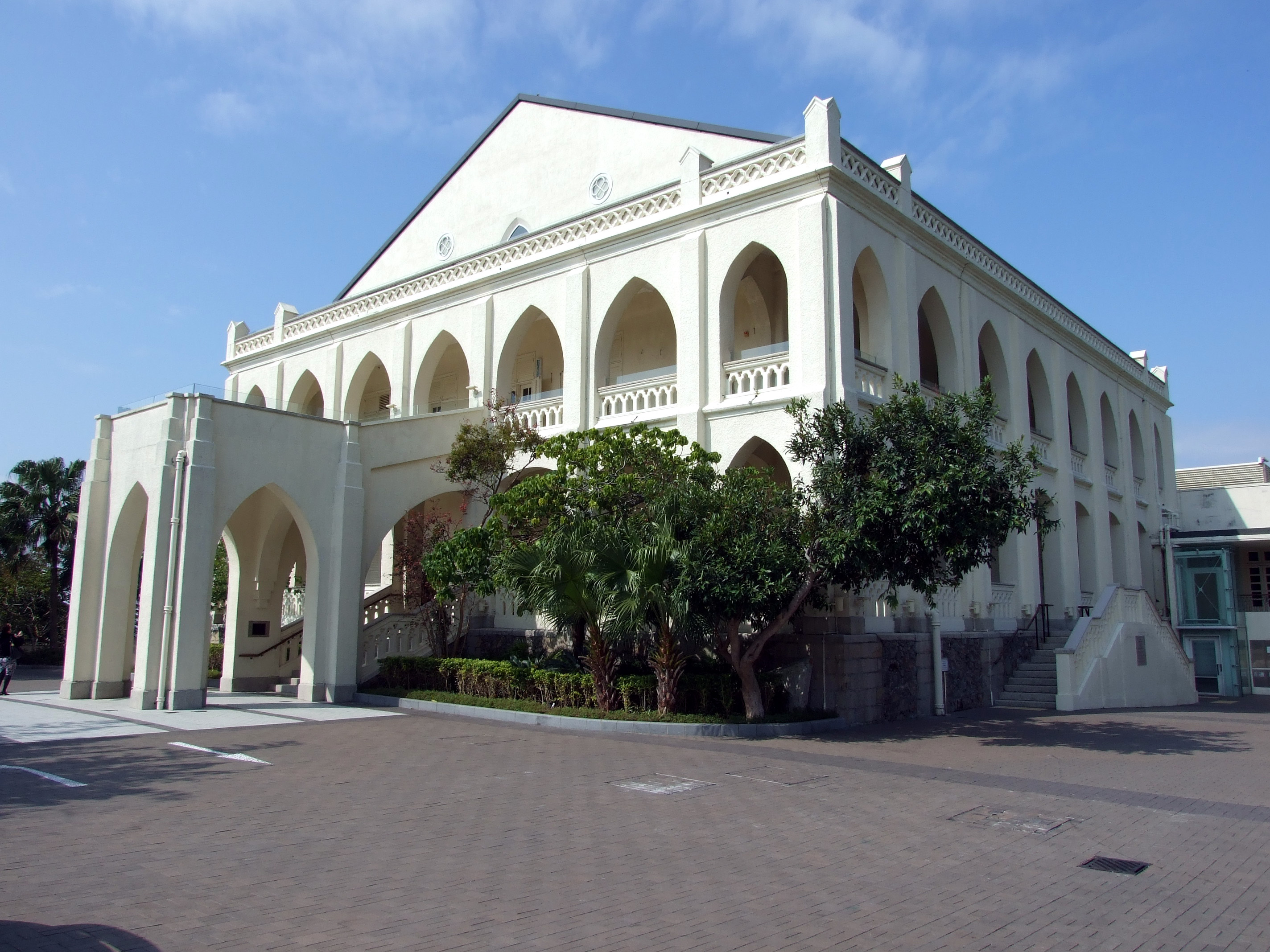
Béthanie

В районе расположен учебно-музейный комплекс Béthanie, организованный в стенах бывшей молочной фермы и бывшего санатория, построенного французскими миссионерами в 1875 году. В комплекс входят кампус школы кино и телевидения Гонконгской академии исполнительских искусств, Учебный институт китайской кухни, выставочные помещения, театр, музей, студии и англиканская часовня.
В Покфуламе базируются Гонконгский университет (несколько учебных кампусов, колледжей, институтов, лабораторий, театров и общежитий, разбросанных по всему району), кампус Канозианского колледжа Святого Сердца, кампус Германско-швейцарской международной школы, мемориальный колледж Ючунькэн, колледж Сентенниал, академия Фонда независимых школ, школа Кеннеди, школа Вест-Айленд, школа Келлетт, школа для девочек Сент-Клэр, библиотека Гонконгского университета, Музей и художественная галерея Гонконгского университета, геологический музей Стивена Хоя.

## Здравоохранение

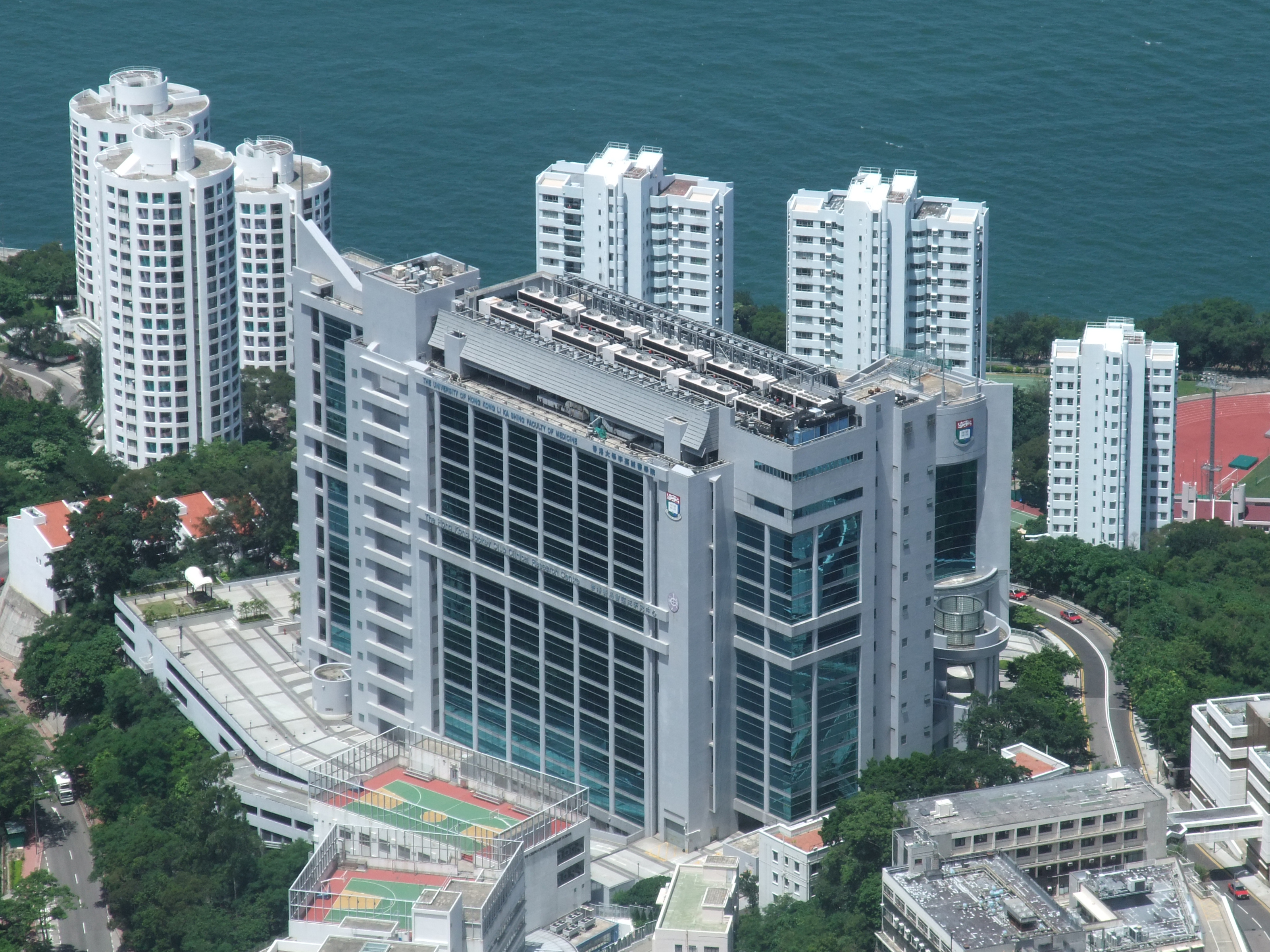
Медицинский факультет имени Ли Кашина

Покфулам является крупным кластером медицинских учреждений, как лечебных, так и образовательных. В районе находятся больница Куин Мэри, открывшаяся в 1937 году, детская больница герцогини Кентской, открывшаяся в 1956 году, медицинский реабилитационный центр Маклиоза, открывшийся в 1984 году, больница Фунъиукин, открывшаяся в 1987 году, медицинский факультет имени Ли Кашина, Гонконгский центр Красного Креста имени Джона Кеннеди, несколько частных клиник (в том числе ветеринарных) и стоматологических центров.

## Спорт
В Покфуламе расположены Азиатско-тихоокеанская школа соккера, стадион Гонконгского университета, спортивный центр университета имени Стэнли Хо, комплекс здоровья и фитнеса Генри Фока, несколько спортивных центров школ и колледжей, а также бассейны, теннисные корты и игровые площадки частных жилых комплексов, сеть велосипедных и беговых дорожек, тропы для пеших прогулок в парках и горах.